# Kalwy
Kalwy – wieś w Polsce położona w województwie wielkopolskim, w powiecie poznańskim, w gminie Buk.
W okresie Wielkiego Księstwa Poznańskiego (1815-1848) Kalwy należały do wsi większych w ówczesnym powiecie bukowskim, który dzielił się na cztery okręgi (bukowski, grodziski, lutomyślski oraz lwowkowski). Kalwy należały do okręgu bukowskiego i były częścią majętności Otusz, której właścicielem był Jan Sierakowski. W skład majątku Otusz wchodziły ponadto: Niepruszewo, folwark Józefowo oraz folwark Wygoda. Według spisu urzędowego z 1837 roku wieś liczyła 107 mieszkańców i 11 dymów (domostw). Pod koniec XIX wieku Kalwy obejmowały wieś z 8 dymami i 69 mieszkańcami (wszyscy katolicy, 7 analfabetów) i folwark w dominium Niepruszewo (6 dymów, 95 mieszkańców).
W latach 1975–1998 miejscowość administracyjnie należała do województwa poznańskiego. W 2016 liczyła 161 a obecnie w I kwartale 2025 roku około 320 mieszkańców.
W Kalwach urodził się biskup kaliski Stanisław Napierała.